# Silver Edition
Silver Edition è un'antologia del compositore tedesco Klaus Schulze, pubblicata nel 1993.
Primo cofanetto di Schulze contenente inediti, Silver Edition include dieci dischi di brani registrati negli anni 1975, 1976, 1992, e 1993.
Tutti i brani di questa antologia vennero più tardi raccolti in The Ultimate Edition.

## Tracce
Tutte le tracce sono state composte da Klaus Schulze.

### Disco 1 (Film Musik)
1. Die Lieder des Prinzen Vogelfrei – 28:26
2. Le Médaillon Magique – 15:51
3. Schwermütiger Frühling – 19:59
4. Der Optimismus – 10:39

Durata totale: 74:55

### Disco 2 (Narren des Schicksals)
1. Satz (con moto) – 20:22
2. Satz (grave) – 22:55
3. Satz (ma con brio) – 27:37

Durata totale: 70:54

### Disco 3 (Was War Vor der Zeit)
1. Nostalgic Echo – 34:08
2. Titanische Tage – 27:12
3. Die Lebendige Spur – 12:44

Durata totale: 74:04

### Disco 4 (Sense of Beauty)
1. Der Schönheit Spur – 37:36
2. Ein Schönes Autodafé – 21:24
3. Return in Happy Plight – 19:08

Durata totale: 78:08

### Disco 5 (Picasso Geht Spazieren)
1. Picasso Geht Spazieren: First Movement – 78:39

### Disco 6 (Picasso Geht Spazieren (Continued))
1. Picasso Geht Spazieren: Second Movement – 15:33
2. Picasso Geht Spazieren: Third Movement – 60:12

Durata totale: 75:45

### Disco 7 (The Music Box)
1. The Music Box – 73:56

### Disco 8 (Machine de Plaisir)
1. Machine de Plaisir – 73:51

### Disco 9 (Life in Ecstasy)
1. La Présence d'Ésprit – 17:32
2. Ein Schönes Autodafé – 56:55

Durata totale: 74:27

### Disco 10 (Mysterious Tapes)
1. La Vie Secrète – 62:20
2. Landpartie – 10:47

Durata totale: 73:07